# Développement durable et territoires
 (juillet 2020).
Si vous disposez d'ouvrages ou d'articles de référence ou si vous connaissez des sites web de qualité traitant du thème abordé ici, merci de compléter l'article en donnant les références utiles à sa vérifiabilité et en les liant à la section « Notes et références ».
Développement durable et territoires (économie, géographie, politique, droit, sociologie) est une revue scientifique à comité de lecture qui offre une approche interdisciplinaire du développement durable à l’échelle du territoire. La revue est disponible sur le portail OpenEdition Journals.

## Historique
La revue a été créée en 2002 par Bruno Villalba et Bertrand Zuindeau, dans le cadre des activités du réseau de recherche informel «Développement durable & territoires fragiles»,. L'équipe éditoriale de la revue était au départ presque exclusivement composée de chercheurs et enseignants-chercheurs des centres de recherches en sciences humaines et sociales de la région Nord-Pas-de-Calais. Elle était pilotée, entre 2002 et 2010 par Bertrand Zuindeau (directeur de la publication) et Bruno Villalba (directeur du comité de rédaction). Olivier Petit a succédé à Bertrand Zuindeau à partir de 2010 tandis que Bruno Villalba a été remplacé par Hélène Melin en 2013.

## Concept
En proposant une conception élargie de la notion d’environnement, la revue entend contribuer à la réflexion sur les formes et les finalités des logiques du développement dans nos sociétés contemporaines. La revue DD&T est devenue une émanation de l'association «Développement durable et territoires», association créée en 2010 et faisant suite au réseau « Développement durable et territoires fragiles » qui avait initié la revue.
L'association DD&T réunit une trentaine de chercheurs en sciences humaines et sociales, issus principalement des différentes universités et laboratoires de la région Hauts de France.
Disponible sur le portail OpenEdition Journals, la revue est propulsée par le  CMS libre Lodel. Les numéros sont disponibles en libre accès intégral.

## Thèmes
Initialement la revue était organisée autour de dossiers thématiques :
- Dossier 1 : Approches territoriales du développement durable
- Dossier 2 : Gouvernance locale et développement durable
- Dossier 3 : Les dimensions humaine et sociale du développement durable
- Dossier 4 : La ville et l'enjeu du développement durable
- Dossier 5 : Économie plurielle, responsabilité sociétale et développement durable
- Dossier 6 : Les territoires de l'eau
- Dossier 7 : Proximité et environnement
- Dossier 8 : Méthodologies et pratiques territoriales de l’évaluation en matière de développement durable
- Dossier 9 : Inégalités écologiques, inégalités sociales
- Dossier 10 : Biens communs et propriété
- Dossier 11 : Catastrophes et territoires
- Dossier 12 : Identités, patrimoines collectifs et développement soutenable

Depuis mai 2010, la revue a mis en place une nouvelle formule (avec volume et numéro), intégrant des dossiers, des articles hors dossiers, des points de vue et des comptes rendus d'ouvrages.
La liste des numéros publiés depuis 2010 figure ci-dessous :
| Volume et numéro | Date de publication | Titre |
| ---------------- | ------------------- | --- |
| Vol. 1, no 1     | Mai 2010            | Coopération décentralisée et développement durable                                                                                             |
| Vol. 1, no 2     | Septembre 2010      | Paysage et développement durable |
| Vol. 1, no 3     | Décembre 2010       | Lectures hétérodoxes du développement durable                                                                                                  |
| Vol. 2, no 1     | Mars 2011           | Facteur 4 |
| Vol. 2, no 2     | Mai 2011            | Culture et développement durable: vers quel ordre social ?                                                                                     |
| Vol. 2, no 3     | Décembre 2011       | Varia |
| Vol. 3, no 1     | Mai 2012            | Varia |
| Vol. 3, no 2     | Juillet 2012        | Trames vertes urbaines |
| Vol. 3, no 3     | Décembre 2012       | Varia |
| Vol. 4, no 1     | Avril 2013          | La biodiversité aménage-t-elle le territoire ?                                                                                                 |
| Vol. 4, no 2     | Juillet 2013        | Santé et environnement |
| Vol. 4, no 3     | Octobre 2013        | Les conditions de production d'un transport durable                                                                                            |
| Vol. 5, no 1     | Février 2014        | Écologie industrielle, économie de la fonctionnalité                                                                                           |
| Vol. 5, no 2     | Juin 2014           | Varia |
| Vol. 5, no 3     | Décembre 2014       | Géohistoire des risques et des patrimoines naturels fluviaux                                                                                   |
| Vol. 6, no 1     | Mars 2015           | Géographie(s) et Droit(s) |
| Vol. 6, no 2     | Septembre 2015      | Participation habitante et écoquartiers |
| Vol. 6, no 3     | Décembre 2015       | L'adaptation en tension (1/2) |
| Vol. 7, no 1     | Avril 2016          | Analyse institutionnelle des paiements pour services environnementaux                                                                          |
| Vol. 7, no 2     | Juillet 2016        | L'adaptation en tension (2/2) |
| Vol. 7, no 3     | Décembre 2016       | Modalités de qualification et de gestion des ressources naturelles (1/2)                                                                       |
| Vol. 8, no 1     | Avril 2017          | Modalités de qualification et de gestion des ressources naturelles (2/2)                                                                       |
| Vol. 8, no 2     | Juillet 2017        | Lutte contre le changement climatique et maîtrise de la demande d’énergie                                                                      |
| Vol. 8, no 3     | Novembre 2017       | Capital environnemental et dynamiques socio-économiques des territoires                                                                        |
| Vol. 9, no 1     | Mars 2018           | Varia |
| Vol. 9, no 2     | Juin 2018           | Le temps des territoires |
| Vol. 9, no 3     | Novembre 2018       | Perte de biodiversité, New Public Management et néolibéralisme                                                                                 |
| Vol. 10, no 1    | Avril 2019          | Communs (im)matériels / Durabilité forte |
| Vol. 10, no 2    | Juillet 2019        | Le paysage comme instrument de gouvernance territoriale                                                                                        |
| Vol. 10, no 3    | Décembre 2019       | Objets techniques et cycle hydrosocial / Foncier rural en Méditerranée                                                                         |
| Vol. 11, no 1    | Avril 2020          | Écologisation des pratiques et territorialisation des activités                                                                                |
| Vol. 11, no 2    | Juillet 2020        | En temps de crise, prendre le temps |
| Vol. 11, no 3    | Décembre 2020       | Varia |
| Vol. 12, no 1    | Mai 2021            | Collectifs agricoles |
| Vol. 12, no 2    | Novembre 2021       | Modes d’habiter et sensibilités environnementales émergentes : quels enjeux pour la qualité de vie ?                                           |
| Vol. 12, no 3    | Décembre 2021       | Varia |
| Vol. 13, no 1    | Juillet 2022        | Expérimentations de transition écologique |
| Vol. 13, no 2    | Décembre 2022       | Les territoires au temps de la pandémie/Expérimentations de transition écologique (vol. 2)                                                     |
| Vol. 13, no 3    | Décembre 2022       | Numéro anniversaire : 20 ans à la croisée de la durabilité et des territoires                                                                  |
| Vol. 14, no 1    | Juin 2023           | Socio-économie écologique et dynamiques territoriales                                                                                          |
| Vol. 14, no 2    | Octobre 2023        | Que font les solutions fondées sur la nature aux politiques de gestion des risques liés à l’eau ?                                              |
| Vol. 14, no 3    | Décembre 2023       | La mise en visibilité de la nature dans l’aménagement. Nouveaux questionnements autour de la mise en scène et en récit de la « ville durable » |
| Vol. 15, no 1    | Juin 2024           | Les jardins dans la fabrique des territoires : pratiques et représentations du socio-écosystème jardin                                         |
| Vol. 15, no 2    | Septembre 2024      | Varia |

## Référencement
La revue Développement Durable & Territoires est indexée dans différentes bases de données nationales et internationales. Elle est également classée dans des listes de revues scientifiques élaborées par le Centre National de la Recherche Scientifique (CNRS) et par le Haut Comité à l’Évaluation de la Recherche et de l'Enseignement Supérieur (HCERES). Elle figure ainsi dans les bases de données suivantes :
- DOAJ (Directory of Open Access Journals)
- Web of Science, Clarivate Analytics, Emerging Sources Citation Index
- Google Scholar Metrics
- Liste de revues de l'AERES (désormais HCERES), dans le domaine "géographie et aménagement".
- Liste de revues de l'AERES (désormais HCERES) dans le domaine "économie et gestion"[10].
- Liste de revues du CNRS, dans le domaine "économie et gestion"
- Publons.com
- Online Access to Research in the Environment (OARE)
- Index Copernicus International (ICI) World of Journals
- Sherpa/Romeo
- Worldcat

D'autres démarches sont actuellement en cours auprès d'autres bases de données de référencement bibliographique.